# Вулиця Шевченка (Ніжин)
Вулиця Шевченка — вулиця міста Ніжина; одна з головних транспортних артерій та найдовших вулиць міста. Пролягає від перетину вулиць Набережна та Воздвиженська до вулиці Прилуцька при примиканні вулиці Носівський шлях та провулка Урожайний.
До неї прилягають вулиці Гребінки, Гоголя, Овдіївська, Батюка, Богуна, Козача, Галатівська, 8 Березня, Кушакевичів, Ветеринарний провулок, Синяківська, Олександра Мацієвського, Об'їжджа, Захисників України, провулок Шкільний.

## Історія
Вулиця відома як Київський шлях з часів заснування Ніжина. Починалася від Київської брами і пролягала до Об'їзної вулиці. Після прокладання в 1868 році залізниці почала поступово забудовуватися в напрямку залізничної станції, яка тоді стояла посеред поля, за 4 км від міста, біля Прилуцького шляху. Ця частина вулиці деякий час називалася Вокзальною. За ділянкою між річкою Остер та залізничною лінією з 1887 року закріпилася назва Київська. 1894 року на пустирі на Київській вулиці було закладено Миколаївський парк (зараз парк Шевченка).
В 1895 році побудовано ремісниче училище (тепер технікум механізації с/г) (будинок № 10). У цьому будинку в сім'ї інспектора народилася Милиця Нечкіна.
1921 року вулиця отримала сучасну назву — на честь українського поета Тараса Шевченка. 1926 року в межах вулиць Гоголя, Карла Маркса, Богуна та Профінтерна було виділено площу Івана Франка.
У 1927 року було створено посольний пункт «Червоний Жовтень», потім був реорганізований на завод, з 1962 — «Ніжинський консервний комбінат» (будинок № 160), з 1974 року — виробниче об'єднання, що включає центральний завод (цехи консервні, засольний, квасильний, фабричний, тарний, жерстяно-баночний та інші) та філії (Вертієвська, Носівська, Лосинівська, Крутівська). Основна продукція: плодоовочеві консерви, сухі, солоні та квашені овочі, фруктові соки. Консервні та засолювальні цехи оснащені потоково-механізованими лініями.
1928 року було створено товариство вишивальниць, 1930 року — реорганізовано в артіль імені 8 Березня, а 1960 року — перетворено на «Ніжинську фабрику художніх виробів» (будинок № 47). У період 1960—1962 роки було споруджено одноповерхові виробничі приміщення загальною площею 859 м², після чого загальна площа будівель становила 1032 м². У 1989 році кількість працівниць становила 649 осіб, кількість швейно-вишивальних машин — 274. Асортимент фабрики: вишиті скатертини, рушники, серветки, жіночі блузи, сукні, постільна білизна та інше.
У 1930—1956 роках у будинку № 43 розміщувався «Ніжинський ветеринарний технікум». Готував переважно ветеринарних фельдшерів і частково — ветеринарних фармацевтів. В 1956 (за іншими даними 1957) з'єднався з Чернігівським зоотехнічним технікумом.
У 1936 році була створена артіль «Різнопром», з 1960 року — «Ніжинський завод гумових виробів» (будинок № 2). На заводі було три потоково-механізовані лінії з виробництва дитячих надувних кульок, було оновлено обладнання для виробництва формених та безформних гумотехнічних виробів. У 1990-х років, після приватизації, припинив своє існування. Нині на його місці 3-поверховий житловий будинок.
У двоповерховому будинку № 2 були розташовані технікуми — кооперативний радянського будівництва та права, бібліотечний. На вулиці також розташовані майстерні та гуртожитки технікуму механізації с/г (будинок № 43, до 1957 року — ветеринарний технікум), фабрика художніх виробів «Деснянка» (будинок № 47), школа № 2 (будинок № 56), міський та районний суд (будинок № 57А), пересувна механізована колона № 58 тресту «Чернігівводбуду» (будинок № 90), школа № 9 (будинок № 103), завод «Ніжинсільмаш» (будинок № 109), професійно-технічне училище № 2 та гуртожиток училища (будинок № 111, поряд — Пам'ятний знак працівникам заводу Ніжинсільмаш, які загинули на фронтах Німецько-радянської війни), гуртожиток заводу Прогрес (будинок № 130), Ніжинський консервний комбінат (будинок № 160), нафтобаза (будинок № 174), дитсадки, промтоварні магазини, універмаг «Прогрес».

## Забудова
Вулиця пролягає у південному напрямку — від річки Остер до залізничної лінії. Вулиця пов'язує центральну частину міста Ніжина з залізничним вокзалом, з північними (селище Космонавтів), південними («Заводська»), західними (Овдіївка, Ветхе) та східними периферійними частинами (районами) міста. Вулиця Шевченка з вулицями Батюка, Гоголя, Богуна, Овдіївською утворюють площу Івана Франка.
Парна та непарна сторони вулиці зайняті садибною (переважно), малоповерховою (2-поверхові будинки) та багатоповерховою (5-9-поверхові будинки) житловою забудовою, парком імені Тараса Шевченка, кінець вулиці — нежитловою забудовою (промислові підприємства). Початок вулиці (до прилагання вулиці Олександра Мацієвського) із бульваром посередині.
Установи:
1. будинок № 2 — раніше «Ніжинський завод гумових виробів»
2. будинок № 10 — Ніжинський агротехнічний інститут НУБіП
3. будинок № 26 — Ніжинський професійний коледж НУБіП
4. будинок № 47 — «Ніжинська фабрика художніх виробів „Деснянка“»
5. будинок № 56 — школа № 2
6. будинок № 57А — Ніжинський міський районний суд
7. будинок № 103 — гімназія № 9
8. будинок № 107 — Лікарняна амбулаторія сімейної медицини № 2
9. будинок № 109 — «Ніжинсільмаш»
10. будинок № 160 — «Ніжинський консервний завод»

Пам'ятники архітектури, історії, монументального мистецтва або науки та техніки:
1. будинок № 1 — Народний дім (до 1950-х років) — втрачений об'єкт культурної спадщини
2. будинок № 10 — Будинок Ніжинського технічного училища О. Ф. Кушакевича — історії місцевого значення
3. перед будинком № 10 — Могила С. П. Мохового — історії місцевого значення
4. перед будинком № 10 — Могила І. Л. Хайтовича — історії місцевого значення
5. у дворі будинку № 10 — Трактор ВТЗ «Універсал» (У-2) — науки і техніки знову виявлений
6. будинок № 12 — Літній міський театр (до 1942 року) — втрачений об'єкт культурної спадщини
7. парк імені Тараса Шевченка — Пам'ятник Т. Г. Шевченку — монументального мистецтва місцевого значення
8. будинок № 23 — Комплекс споруд Другої міської електростанції (машинний зал, підсобне приміщення, ремонтні майстерні) — три пам'ятники архітектури нововиявлених
9. біля будинку № 109 — Пам'ятний знак працівникам заводу Ніжинсільмаш, які загинули на фронтах Німецько-радянської війни — історії місцевого значення
10. сквер на перехресті вулиць Шевченка та 4-й мікрорайон — Пам'ятний знак на честь земляків воїнів-інтернаціоналістів — історії місцевого значення
11. на березі озера біля перехрестя вулиць Шевченка та Об'їжджа — Пам'ятний знак на честь представників польської етнічної меншини на місці залишків історичного Католицького цвинтаря — історії знову виявлено
12. біля будинку № 160 — Пам'ятник ніжинському огірку — монументального мистецтва знову виявлений